# Сборная Норвегии по шахматам
Сборная Норвегии по шахматам представляет Норвегию на международных шахматных турнирах. Контроль и организацию осуществляет Норвежская шахматная федерация. Наивысший рейтинг сборной — 2611 (2008).

## Международные соревнования
| Шахматная олимпиада               | Шахматная олимпиада | Шахматная олимпиада | |
| Год                               | Город               | Место               | Состав команды |
| --------------------------------- | ------------------- | ------------------- | --- |
| 1927                              | Лондон              | не участвовала      | |
| 1928                              | Гаага               | не участвовала      | |
| 1930                              | Гамбург             | 18 место            | Олсен, Ховинд, Кавли-Йоргенсен, Крогдаль, Халворсен |
| 1931                              | Прага               | 18 место            | Кристофферсен, Л. Ханссен, Халворсен, Ховинд, Гулбрандсен |
| 1933                              | Фолкстон            | не участвовала      | |
| 1935                              | Варшава             | не участвовала      | |
| 1937                              | Стокгольм           | 18 место            | Сторм Херсет, Кавли-Йоргенсен, Гулбрандсен, Сальбю, Кристофферсен |
| 1939                              | Буэнос-Айрес        | 18 место            | Роян, А. Ларсен, Ребнорд, Аустбё |
| 1950                              | Дубровник           | 15 место            | Мюре, Вестол, Моркен, Конгсхавн, Опсаль |
| 1952                              | Хельсинки           | 21 место            | Вестол, Мюре, Моркен, Роян, В. Рамм, Э. Мадсен |
| 1954                              | Амстердам           | 23 место            | Моркен, Вестол, Линдблом, Стёре, Флатер, В. Рамм |
| 1956                              | Москва              | 24 место            | Вестол, Моркен, Линдблом, С. Йоханнессен, И. Барда, Роян |
| 1958                              | Мюнхен              | 25 место            | Роян, Вестол, Офстад, Бёкман, Линдблом, Халворсен |
| 1960                              | Лейпциг             | 19 место            | С. Йоханнессен, де Ланге, Линдблом, Хоэн, Свеннебю, Мюре |
| 1962                              | Варна               | 25 место            | С. Йоханнессен, Линдблом, Хоэн, Винье-Гулбрандсен, Свайг, Стенсхолт |
| 1964                              | Тель-Авив           | 22 место            | С. Йоханнессен, Свайг, Хоэн, Винье-Гулбрандсен, Сведенборг, Э. Кристиансен |
| 1966                              | Гавана              | 13 место            | С. Йоханнессен, Свайг, Хоэн, Э. Кристиансен, де Ланге, Вибе |
| 1968                              | Лугано              | 30 место            | С. Йоханнессен, Хоэн, Сведенборг, Свайг, Вибе, де Ланге |
| 1970                              | Зиген               | 29 место            | С. Йоханнессен, Хоэн, Винье-Гулбрандсен, Вибе, де Ланге, Эгорд |
| 1972                              | Скопье              | 21 место            | Э. Кристиансен, Вибе, С. Йоханнессен, Хоэн, Эгорд, Свайг |
| 1974                              | Ницца               | 21 место            | Эгорд, С. Йоханнессен, Свайг, Хоэн, Ульриксен, У. Моэн |
| 1976                              | Хайфа               | 11 место            | Эгорд, Хоэн, Хелмерс, Хьертенес, Кнудсен, Тиллер |
| 1978                              | Буэнос-Айрес        | 31 место            | Вибе, Хелмерс, Эгорд, Хоэн, С. Йоханнессен, Хейберг |
| 1980                              | Ла-Валлетта         | 24 место            | Хелмерс, Хейм, Хоэн, У. Моэн, Тиллер, Санде |
| 1982                              | Люцерн              | 24 место            | Хелмерс, Хейм, Винье-Гулбрандсен, С. Агдестейн, Бьерке, Хоэн |
| 1984                              | Салоники            | 30 место            | С. Агдестейн, Хелмерс, Эгорд, Хейм, Эстенстад, Э. Агдестейн |
| 1986                              | Дубай               | не участвовала      | |
| 1988                              | Салоники            | 43 место            | С. Агдестейн, Тисдалл, Дьюрхуус, Гёусел, Хёугли, Берн |
| 1990                              | Нови-Сад            | 37 место            | С. Агдестейн, Эстенстад, Дьюрхуус, Гёусел, Элсет |
| 1992                              | Манила              | 33 место            | Гёусел, Тисдалл, Дьюрхуус, Берн, Фоссан, Грённ |
| 1994                              | Москва              | 47 место            | Гёусел, Дьюрхуус, Тисдалл, Берн, Хёугли, Э. Агдестейн |
| 1996                              | Ереван              | 40 место            | С. Агдестейн, Тисдалл, Гёусел, Дьюрхуус, Хейм, Элснесс |
| 1998                              | Элиста              | не участвовала      | |
| 2000                              | Стамбул             | 52 место            | Л. Э. Йоханнессен, Элснесс, Х. А. Ли, Трюгстад, Габриэльсен |
| 2002                              | Блед                | 48 место            | Гёусел, Л. Э. Йоханнессен, Х. А. Ли, Баэ, Херсвик |
| 2004                              | Кальвия             | 39 место            | Карлсен, С. Агдестейн, Л. Э. Йоханнессен, Эстенстад, Х. А. Ли, Элснесс |
| 2006                              | Турин               | 31 место            | Карлсен, С. Агдестейн, Л. Э. Йоханнессен, Х. А. Ли, Гёусел, Дьюрхуус |
| 2008                              | Дрезден             | 21 место            | Карлсен, С. Агдестейн, Х. А. Ли, Л. Э. Йоханнессен, Хаммер |
| 2010                              | Ханты-Мансийск      | 51 место            | Карлсен, Хаммер, Элснесс, Уркедаль, Т. Р. Хансен |
| 2012                              | Стамбул             | 45 место            | Элснесс, Т. Р. Хансен, Уркедаль, Баэ, А. Моэн |
| 2014                              | Тромсё              | 29 место            | Сборная А: Карлсен, С. Агдестейн, Хаммер, Л. Э. Йоханнессен, Х. А. Ли Сборная В: Уркедаль, Элснесс, Т. Р. Хансен, Тари, Саломон Сборная С: Э. Ли, Дьюрхуус, Хёуге, К. Хольм, С. Михайлов |
| 2016                              | Баку                | 5 место             | Карлсен, Хаммер, Тари, Уркедаль, Гетц |
| 2018                              | Батуми              | 29 место            | Тари, Уркедаль, Й.-С. Кристиансен, Арвола Ноткевич, Саломон |
| 2022                              | Ченнаи              | 59 место            | Карлсен, Тари, Хаммер, Й.-С. Кристиансен, Уркедаль |
| НЕОФИЦИАЛЬНЫЕ ШАХМАТНЫЕ ОЛИМПИАДЫ |                     |                     | |
| 1924                              | Париж               | не участвовала      | |
| 1926                              | Будапешт            | не участвовала      | |
| 1936                              | Мюнхен              | 15 место            | Кристофферсен, Кавли-Йоргенсен, Сторм Херсет, Й. Расмуссен, Гулбрандсен, Г. Мартинсен, Саурен, Хове, Сальбю, Р. А. Олсен                                                                 |
| 1976                              | Триполи             | не участвовала      | |

| Командный чемпионат Европы | Командный чемпионат Европы | Командный чемпионат Европы |
| Год                        | Город                      | Место                      |
| -------------------------- | -------------------------- | -------------------------- |
| 1989                       | Хайфа                      | 13 место                   |
| 1992                       | Дебрецен                   | 21 место                   |
| 1997                       | Пула                       | не участвовала             |
| 1999                       | Батуми                     | не участвовала             |
| 2001                       | Леон                       | не участвовала             |
| 2003                       | Пловдив                    | не участвовала             |
| 2005                       | Гётеборг                   | 24 место                   |
| 2007                       | Ираклион                   | 22 место                   |
| 2009                       | Нови-Сад                   | 24 место                   |
| 2011                       | Порто Каррас               | 29 место                   |
| 2013                       | Варшава                    | 35 место                   |
| 2015                       | Рейкьявик                  | 21 место                   |
| 2017                       | Крит                       | 23 место                   |
| 2019                       | Батуми                     | 22 место                   |
| 2021                       | Чатеж-об-Сави              |                            |

## Статистика
| Турнир                     | Участий | Годы                                       | Лучший результат |
| -------------------------- | ------- | ------------------------------------------ | ---------------- |
| Шахматная олимпиада        | 38      | 1930—1931, 1937—1984, 1988—1996, 2000—2022 | 5 место (2016)   |
| Командный чемпионат Европы | 6       | 1989—1992, 2005—2011                       | 13 место (1989)  |

## Состав сборной

### Гвардейцы
Чаще других за сборную выступали: 
- На шахматных олимпиадах: Рагнар Хоэн (12 раз)
- На командных чемпионатах Европы: Фруде Элснесс, Хьетиль Александр Ли и Лейф Эрленд Йоханнессен (все по 3 раза)

### Трансферы
| Пришли       | Пришли | Пришли |
| Шахматист    | Откуда | Год    |
| ------------ | ------ | ------ |
| Хокон Опсаль | Канада | 1950   |

## Достижения

### Индивидуальный зачёт
Наиболее успешные игроки сборной:
- На шахматных олимпиадах: 
  - Симен Агдестейн — 4-я доска (1982)
  - Бьорн Тиллер — резервная доска (1980)
- На командных чемпионатах Европы:  Руне Дьюрхуус 6-я доска (1989)